# دايسوكي سيجواني
دايسوكي سيجواني (بالإنجليزية: Daisuke Ssegwanyi)‏ (مواليد 11 مارس 1993) هو سبّاح أوغندي، مثّل بلاده في ألعاب الكومنولث 2010.

## روابط خارجية
دايسوكي سيجواني على موقع الاتحاد الدولي للسباحة (الإنجليزية)